# Escorta (Peloponès)

Mapa del Peloponès amb els seus principals ubicacions durant l'Alta Edat Mitjana

Escorta (grec: τὰ Σκορτὰ, francès: Escorta) va ser el nom usat en els segles xiii i xiv, durant el període de domini franc al Peloponès, per designar la meitat occidental muntanyosa de la regió de l'Arcàdia, que separava les valls costaneres de l'oest (Èlida) i del sud-oest (Messènia) de l'altiplà Peloponès d'Arcadia a l'interior. el nom apareixt principalment en les diferents versions de la Crònica de Morea . Apareix també, com Escodra i Escorda (Σκορδὰ, Σκοδρὰ), a la crònica del Pseudo-Doroteu de Monembasia.
La part nord d'aquesta zona, al voltant d'Akova (Matagrifon), també era conegut pel nom grec de Mesarea (Μεσαρέα, un terme comú a Grècia per llocs de l'interior); en alguns casos, quan es juxtaposa amb Mesarea, el topònim Escorta està limitada a la part sud, al voltant de Karítena. La població local era famosa pel seu caràcter rebel i mai es va sotmetre plenament als prínceps francs d'Acaia. Freqüentment s'alçaven en rebel·lió, amb l'ajuda dels romans d'Orient de la província de Mistra. Com a resultat, dues de les baronies més poderoses d'Acaia van ser establertes per controlar la regió, la Baronia d'Akova al nord i la Baronia de Karítena (també anomenada d'Escorta) al sud.
La regió d'Escorta es va alçar en rebel·lió al voltant de 1302, quan el príncep Felip de Savoia va establir nous impostos a la noblesa local grega. Aprofitant l'absència del mariscal de Principat, Nicolau III de Sant Omer, que portava amb ell moltes tropes per a una campanya a Tessàlia, i amb l'ajuda dels romans d'Orient de Mistra, els rebels van prendre i van cremar el territori dels castells de Santa Elena i de Crèvecoeur, i van posar setge al castell de Beaufort. Tanmateix, quan el príncep amb les lleves dels seus feudataris es van mobilitzar contra els grecs, aquests van optar per retirar-se, i el domini franc va ser ràpidament restablert sobre la regió.